# Monocyte

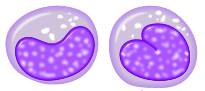
Monocytes

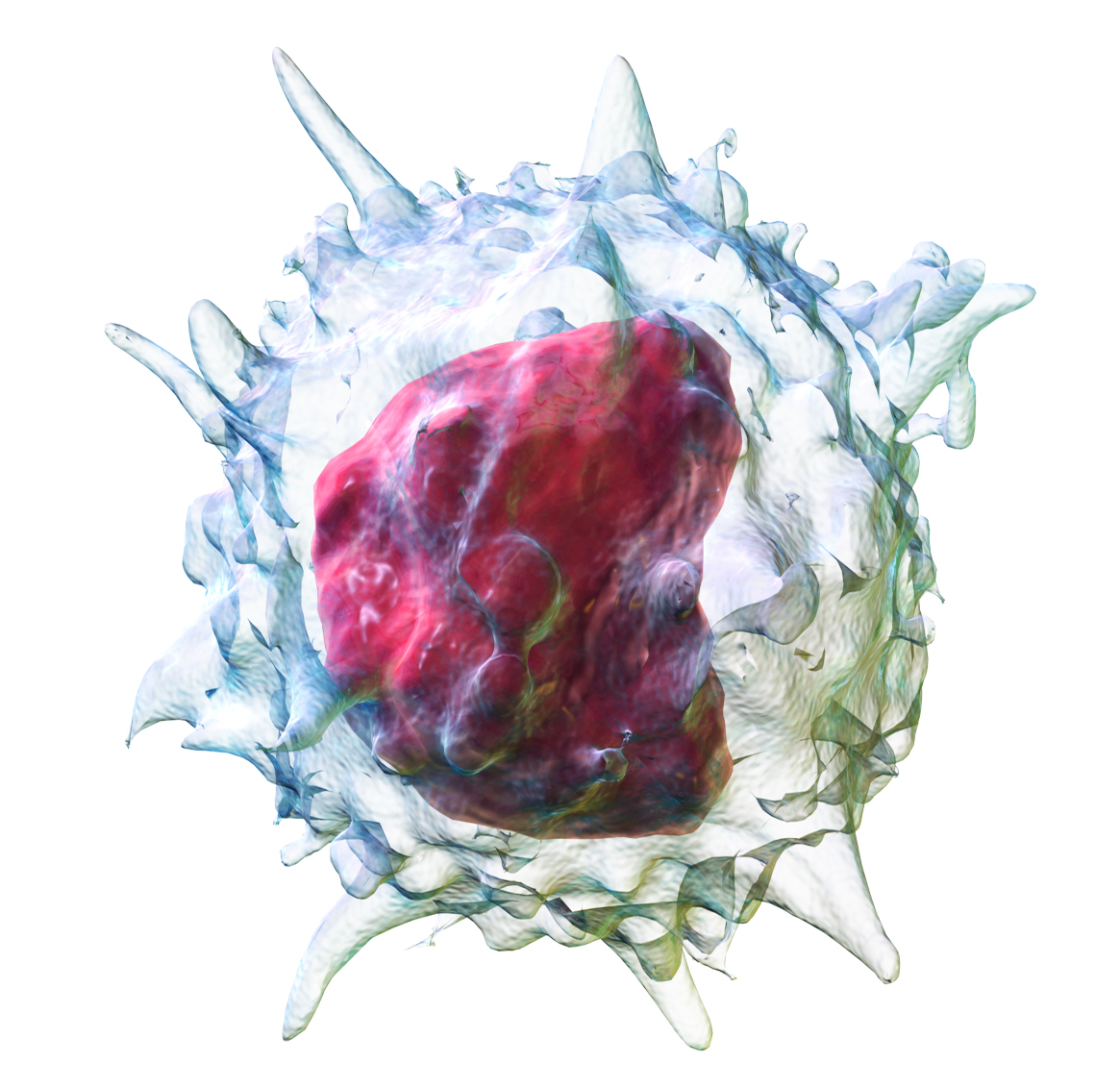
Représentation 3D d'un Monocyte

Les monocytes sont des globules blancs présents dans le sang. Depuis 1968, à la suite des recherches du chercheur Ralph van Furth la croyance était que tous les macrophages tissulaires venaient d'un apport constant de monocytes sanguins. Les avancées technologiques récentes ont permis le rejet définitif du système phagocytaire mononucléaire affirmant que les macrophages résidents dérivés des monocytes et la reconnaissance des macrophages résidant dans les tissus en tant que populations uniques indépendantes de la différenciation monocytaire,,. Beaucoup de macrophages, souvent nommés comme macrophage résidents, sont d'origine foetale et s'auto-renouvellent pendant plusieurs années voire dizaines d'années comme les microgliocytes. D'autres macrophages résidents sont remplacés lentement par des monocytes sur un processus de plusieurs années comme le macrophage alvéolaire, la cellule de Kuppfer, le grand macrophage péritonéal, les cellules de Langerhans. Par contre en cas d'agression importante, il existe des macrophages venant des monocytes produit par la moelle osseuse. Ces monocytes peuvent se polariser en macrophage de type 1 ou de type 2.
L'origine monocytaires des cellules dendritiques est actuellement largement débattue.
Dans les premières études, ils avaient été identifiés sur des propriétés physiques (par exemple diffusion de la lumière) et morphologiques. La cytochimie a été utilisée par la recherche d'enzymes spécifiques comme l'estérase spécifique des monocytes,.

## Classification
Ils appartiennent à la famille des phagocytes mononucléés.

## Définition
Dans la moelle osseuse, les monocytes dérivent des cellules souches myélo-monocytaires, qui donnent naissance à des précurseurs plus directs comme les monoblastes et les pro-monocytes. Ces cellules ont été identifiées plus tôt sur la base de la morphologie de sorte que le monoblaste était un type de cellule mal défini. Chez la souris, il existe un progéniteur monocytaire commun (cMoP), capable de proliférer et de donner naissance aux différents sous-ensembles de monocytes. Un type de cellule monoblaste cMoP reste à identifier pour l'homme.
Le nombre de monocytes sanguins en circulation chez l'homme peut fortement augmenter en quelques minutes par le stress ou l'exercice, suivi d'un retour rapide aux niveaux de base. On pense que ces cellules recrutées proviennent de ce qu'on appelle le pool marginal. Ce compartiment décrit les zones à proximité de l'endothélium des veinules et ici les cellules peuvent adhérer librement et peuvent être mobilisées de manière dépendante des catécholamines. Ces monocytes de pool marginal peuvent avoir un modèle de molécule d'adhésion distinct des monocytes trouvés dans le sang au repos.
Dans des conditions homéostatiques ou inflammatoires, les monocytes migrent  dans les tissus ; puis par définition, ces cellules sont appelées macrophages. Les cellules nouvellement émigrées dans les poumons ont été appelées monocytes dans certaines études. Étant donné que les monocytes, une fois arrivés dans les tissus, commenceront à se transformer en cellules plus grandes et perdront rapidement leurs caractéristiques de monocytes, d'autres ont appelé ces cellules récemment émigrées « petits macrophages ».
Le terme monocyte doit être limité aux cellules du compartiment sanguin et aux réservoirs de moelle osseuse et de rate qui peuvent reconstituer le pool de monocytes sanguins.

## Caractéristique
Ce sont les plus grandes cellules circulant dans le sang. Rondes ou ovales, elles mesurent entre 15 et 25 micromètres et atteignent jusqu'à 40 micromètres de diamètre. Leur nombre est variable, physiologiquement inférieur à 1000/mm{\displaystyle ^{3}} (entre 0,2 et 1 G/L), tout comme leur durée de vie, s'étalant de quelques jours à quelques mois. Elles possèdent des sites récepteurs spécifiques aux immunoglobulines et aux protéines du Complément au niveau de la membrane plasmique.

### Selon les critères classiques
Au May-Grünwald Giemsa (MGG), son cytoplasme acquiert une coloration gris-bleu ou gris pâle dit en "ciel d'orage". Il comporte de très fines granulations basophiles dites azurophiles (contenant plusieurs variétés d'estérases, de lipases et de péroxydases) et de nombreux lysosomes (le monocyte est en effet capable de phagocytose.)  Son noyau est de forme variable (dit en « drapeau » ou en « fer à cheval »), plutôt excentrique et possède une chromatine dite "peignée", peu condensée avec un aspect d'arrangement fibrillaire.  
Le monocyte est une cellule mobile, capable de se différencier en phagocytes : ostéoclastes dans l'os.

### Selon leurs récepteurs de membrane
Les monocytes ont été initialement identifiés par leur fonction et leur morphologie et ces critères ont été trompeurs, en particulier lorsque la maladie en modifie ces caractéristiques. Des tentatives ont été faites pour définir des critères sans équivoque pour les monocytes. Ici, des anticorps monoclonaux dirigés contre les molécules de surface cellulaire ont été proposés. Chez l'homme, le CD14 a été utilisé comme marqueur. En outre, la question est de savoir si ces marqueurs sont suffisamment spécifiques et ne réagissent pas avec d'autres types de cellules comme les cellules dendritiques. En fait, une partie des cellules dendritiques sanguines CD1c + chez l'homme peut exprimer des CD14 de bas niveau et des lymphocytes B ont également exprimé certains CD14. Par conséquent, les monocytes peuvent être identifiés avec des marqueurs comme CD14 et CD115, mais cela devrait être soutenu par des marqueurs supplémentaires et par des études fonctionnelles.

## Monocyte-Cellule dendritique
Les cellules dendritiques ont d'abord été décrites par Steinman et Cohn comme des cellules étoilées isolées de la rate de souris. Au fil des ans, il y a eu des débats pour savoir si ces cellules sont une lignée distincte ou une partie du système des phagocytes mononucléaires. Un précurseur commun pour les monocytes et les cellules dendritiques a été décrit chez la souris, mais l'existence de cette cellule a ensuite été contestée, suggérant que les DC et les monocytes peuvent diverger à un stade précurseur multi-potent antérieur.
Des cellules ayant des propriétés de cellule dendritique ont été décrites dans le sang sur la base de l'expression de CD68, CD1c ou CD141,. L'analyse du transcriptome a démontré que ces cellules et les monocytes appartiennent à différents clusters ,. Ces données suggèrent que les CD sanguins peuvent être séparés des monocytes et des macrophages en tant que lignée distincte.

## L'utilité du comptage des monocytes en pratique clinique
Les quantifications de monocytes définis dans le laboratoire d'hématologie en utilisant les propriétés de diffusion de la lumière n'ont pas beaucoup contribué au diagnostic et à la surveillance des maladies, mais avec la définition des sous-ensembles de monocytes par la technique de cytométrie en flux, des modèles informatifs ont émergé. Par exemple, une infection sévère augmentera le nombre de monocytes non classiques et intermédiaires,,. Ici, il reste à analyser si une telle augmentation peut aider au diagnostic, comme cela a été suggéré. De plus, la thérapie avec des glucocorticoïdes conduit à une diminution des monocytes non classiques, ce qui semble être dû à une induction sélective de l'apoptose dans les monocytes non classiques tandis que les monocytes classiques augmentent en nombre même sous glucocorticoïdes,. Enfin, le nombre absolu de monocytes intermédiaires s'est révélé prédicteur des événements cardiovasculaires,. Par conséquent, l'analyse des sous-ensembles de monocytes par cytométrie en flux fournit désormais des paramètres cliniquement utiles dans divers contextes. Ce qui reste à établir dans ce contexte est une distinction sans équivoque entre monocytes non classiques et intermédiaires.

## Inhibitions
De nombreuses bactéries pathogènes (ex : pseudomonas, Borrelia) peuvent produire un biofilm les protégeant de la phagocytose grâce à de l'alginate ou d’autres types de matrice extra cellulaire (ADN, protéines, polysaccharides).  